# Poulet au vinaigre
Poulet au vinaigre és una pel·lícula policíaca francesa dirigida el 1985 per Claude Chabrol.

## Argument
En una petita ciutat francesa de províncies, un jove empleat de correus de comportament curiós i la seva mare invàlida i mig-boja pateixen els assalts repetits de tres notables locals per acceptar vendre la seva propietat... Com a conseqüència d'un accident que s'assembla molt a un crim, un fi gos de caça, l'inspector Jean Lavardin, aficionat al bon menjar (sobretot d'ous al plat amb paprika), arriba per investigar. Els seus mètodes molt poc ortodoxos li permeten posar aviat al dia un assumpte molt seriós de maquinacions immobiliàries, guarnides de morts misterioses, desaparicions i fosques rancúnies.

## Repartiment
- Jean Poiret: inspector Jean Lavardin
- Stéphane Audran: Madame Cuno
- Lucas Belvaux: Louis Cuno
- Michel Bouquet: Hubert Lavoisier
- Caroline Cellier: Anna Foscarie
- Jean Topart: Doctor Philippe Morasseau
- Pauline Lafont: Henriette
- Josephine Chaplin: Delphine Morasseau
- Jean-Claude Bouillaud: Gérard Filiol
- Andrée Tainsy: Marthe
- Jacques Frantz: Alexandre Duteil
- Henri Attard: l'empleat del dipòsit de cadàvers
- Marcel Guy: l'amo de l'hotel
- Dominique Zardi: Henri Rieutord
- Jean-Marie Arnoux: el client del cafè

## Comentaris
- Encara que tingui el paper principal de la pel·lícula, el personatge de Lavardin no apareix fins al minut 45.
- L'any següent, una segona pel·lícula L'inspector Lavardin, va ser dirigida per Chabrol, sempre amb Jean Poiret com a personatge principal. Aquests dos llargmetratges van ser seguits d'una sèrie de televisió de quatre episodis, Els dossiers secrets de l'inspector Lavardin.

## Premis i nominacions
Nominació a la Palma d'Or 1985 al Festival Internacional de Cinema de Canes per Claude Chabrol 